# 岡山県立和気閑谷高等学校

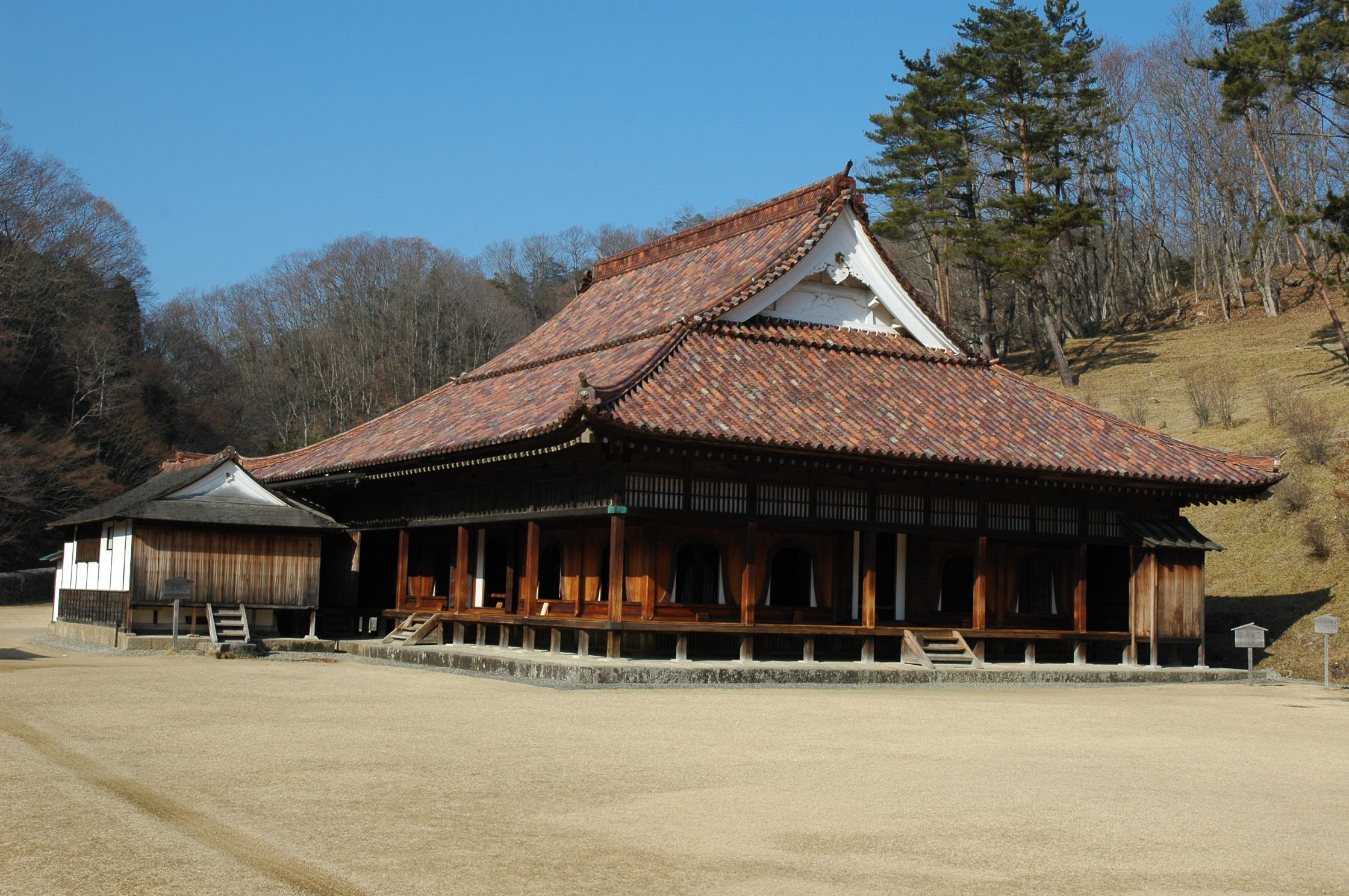
国宝・閑谷学校講堂

岡山県立和気閑谷高等学校（おかやまけんりつわけしずたにこうとうがっこう, Okayama Prefectural wake sizutani High School）は、岡山県和気郡和気町尺所に所在する県立高等学校。江戸時代に創立された閑谷学校をルーツに持つ。

## 概要
和気閑谷高校は寛文10年に岡山藩主池田光政によって設立された日本最古の庶民のための学校である閑谷学校をルーツとする日本有数の歴史を持つ高校である。
1949年に和気高校と閑谷高校を統合し、前者を本荘校舎、後者を閑谷校舎とした。1965年に閑谷校舎を廃止し、校名を和気高校から和気閑谷高校へと改称した。さらに2007年に吉井町（現・赤磐市）にあった備作高校を統合した。
本校は生徒会を中心としたボランティア活動が盛んであり、多数のメディアで紹介を受け、多くの賞を受賞している。また2011年にはユネスコスクールに認定された。
2014年度からは、総合的な学習の時間において、探究学習・閑谷學と呼ばれる地域をフィールドとした学習を導入している。

## ボランティア活動
本校のボランティア活動は多数あるが、とくに有名なのが、閑谷ボランティアガイドである。これは本校のルーツとされる閑谷学校の史跡内を観光客の方にガイドをするものだ。この活動は2008年に始まり、近年ではタブレット端末を活用し、音声を使えるようにした。また、外国人にわかりやすいよう、英語での名称も書き入れるなど、よりわかりやすいガイドを行っている。
そのほかにも学童保育ボランティアやエコキャップボランティアなどがある。学童保育ボランティアは近隣の和気町立本荘小学校の児童らが所属している学童保育に出向き、子供たちに勉強を教えたり、一緒に遊んだりしている。エコキャップボランティアは、ペットボトルキャップを回収し日本赤十字社へ持ち込み、発展途上国で使われるポリオワクチンに交換している。校内だけでなく近隣の和気町役場や小学校、公民館にも回収を依頼している。
これらの活動は多くのメディアで取り上げられたり、多数の賞を受賞している。一例として、ユネスコのホームページ上でESD（持続可能な開発のための教育）の先進的な取り組みとして、世界で4例、日本では本校のみが紹介された。またESD大賞審査委員特別賞やボランティアスピリット賞、ソロプチミスト愛の基金などの賞も受賞した。これらのボランティア活動は他校と大きく違い教師が募集をかけ運営するのではなく、生徒会がすべて企画・運営を行っている。

## 和気町支援職員
本校では、2014年度より総務省の地域おこし協力隊制度などを活用し、校内に３名の和気町地域おこし協力隊員と、１名の和気町ふるさと教員を常駐させ、和気町の活性化や和気閑谷高校の魅力化に取り組んでいる。
地域おこし協力隊とふるさと教員を合わせ、和気閑谷高校では和気町支援職員と呼ばれている。
この取り組みは、県下で初めてで、全国的にも稀であり、各方面から注目を浴びている。

## 探究学習
和気閑谷高校では、総合的な学習の時間において、探究学習・閑谷學（しずたにがく）と呼ばれる地域住民を講師に、地域をフィールドにキャリア教育を行っている。
具体的には、駅前商店街の活性化や郷土の偉人である和気清麻呂や備前焼、こいのぼりの研究など10分野23テーマを設定し、すべての1年生と2年生が受講している。
この取り組みは、和気町内外からの評判も高く、高校生に対する期待が高まってきている。

## 沿革
- 1670年（寛文10年） - 岡山藩主池田光政の命により閑谷学校創立。
- 1870年（明治3年） - 閑谷学校閉校。
- 1873年（明治6年） - 山田方谷を招聘し、閑谷精舎として再開。
- 1877年（明治10年） - 山田方谷の死去により、閑谷精舎休止。
- 1884年（明治17年） - 西毅一によって私立閑谷黌が開校。
- 1903年（明治36年） - 私立閑谷中学校に改称。
- 1921年（大正10年）4月10日 - 岡山県に移管され岡山県閑谷中学校となる。
- 1922年（大正11年）3月 - 組合立和気高等女学校開校。
- 1928年（昭和3年）4月1日 - 和気高等女学校を岡山県に移管、岡山県立和気高等女学校に改称。
- 1948年（昭和23年）4月1日 - 岡山県立和気高等女学校、岡山県立閑谷中学校が学制改革に伴いそれぞれ県立和気高等学校、県立閑谷高等学校に改称。
- 1949年（昭和24年）8月16日 - 和気高等学校、閑谷高等学校が統合し新たに岡山県立和気高等学校となり、それぞれ本荘校舎、閑谷校舎となる。
- 1965年（昭和40年）4月1日 - 閑谷校舎を閉鎖し本荘校舎に統合され、岡山県立和気閑谷高等学校に改称。
- 2005年（平成17年）4月1日 - 岡山県立備作高等学校（旧・吉井町）と統合、商業科を改組しキャリア探求科を設置。
- 2007年（平成19年）3月31日 - 商業科閉科、備作高等学校閉校。
- 2017年（平成29年）5月18日 - 岡山県教委が、2018年度より各学科の5％以内で全国募集を行うことを発表。但し、普通科は県内学区外枠の5％以内を含む。
- 2020年（令和2年） - 全国募集枠が各学科の定員の10％以内（普通科は5％以内の学区外枠を含んだ人数）に拡大予定。

## 主な学校行事
- 4月‐　前期始業式・退任式・入学式・対面式・閑谷合宿（2泊3日、1年）・閑谷研修（日帰り、2年）・新入生歓迎球技大会
- 5月‐　第1回生徒総会・第一回定期考査・PTA総会
- 6月‐　方面別修学旅行（3泊4日、2年、）
- 7月‐　希望進路別体験学習（1年）・第2回定期考査・夏期補講・集中学習会
- 8月‐　夏期補講・中学生対象オープンスクール・宿題考査（1、2年）・実力考査（3年）
- 9月‐　楷楓祭（文化の部、体育の部）
- 10月‐　後期始業式・創立記念式典・芸術鑑賞会・生徒会役員選挙・第2回生徒総会・第3回定期考査
- 11月‐　春季球技大会・実力考査・防災訓練
- 12月‐　第4回定期考査
- 1月‐　読初の儀・宿題考査・ウォーキング大会（1年）・百人一首大会（1年）・センター試験・卒業考査（3年）
- 2月‐　第5回定期考査・同窓会入会式・3年生を送る会
- 3月‐　卒業証書授与式・終業式・春季補講

## 著名な出身者
- 正宗白鳥（小説家、閑谷黌出身）
- 三木露風（詩人、童謡作家、歌人、随筆家、閑谷黌中退）
- 神社柳吉（倉敷紡績第3代社長、閑谷黌中退）
- 戸田貞三（社会学者、東京帝国大学名誉教授）
- 藤原啓（陶芸家）
- 藤原敬介 (陶芸家)
- 藤原審爾（小説家、旧制閑谷中出身）
- 國貞克則 (実業家）
- 岩井志麻子（小説家、商業科出身）
- 大原孫三郎（実業家、大原財閥）
- 鼠先輩（歌手、タレント、旧備作高校中退）
- 石田章洋（放送作家）
- 氏平競重（尼崎信用金庫元理事長・会長）
- 宇高基輔（東京大学名誉教授）
- 大西正躬（元カネカ社長）